# Pavel Pavlovitch Gagarine
Pour les articles homonymes, voir Gagarine (homonymie).

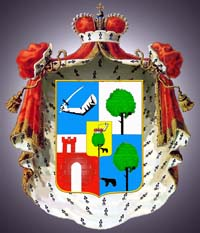
Blason des Gagarine

Le prince Pavel Pavlovitch Gagarine (en russe Павел Павлович Гагарин), né le 15 mars 1789 à Moscou, décédé le 21 février 1872 à Saint-Petersbourg, est un homme politique russe de la seconde moitié du XIXe siècle.

## Biographie
Sous le règne d'Alexandre II, il fut vice-chancelier de l'Empire en 1867, président du Conseil des ministres du 7 mars 1864 au 13 janvier 1865, président du Conseil d'État, procureur général du Sénat de Moscou en 1864, sénateur en 1823, conseiller d'Empire en 1844, membre du Conseil d'Empire, vice-président du Conseil de l'Empire en 1844, président de la commission secrète créée par Alexandre II chargée de l'élaboration du manifeste concernant l'émancipation des moujiks.
Le 1er janvier 1862, il fut nommé président de la Commission de réforme judiciaire, en 1866, procureur général dans l'affaire concernant la tentative d'assassinat sur Alexandre II perpétrée le 4 avril 1866 par Dmitri Karakozov (1840-1866).
Le prince Pavel Pavlovitch Gagarine reçut toutes les décorations de la Russie impériale et fut fait chevalier de tous les Ordres de l'Empire russe.

## Mariage
Pavel Pavlovitch Gagarine épousa la comtesse Marie Grigorievna von Glasenapp (décédée en 1869). Six enfants naquirent de cette union.